# El coleccionista de mundos
El coleccionista de mundos es la segunda novela del autor búlgaro-alemán Ilija Trojanow. Fue publicada en alemán por la editorial Carl Hanser Verlag (Münich) en 2006. La versión en español fue publicada por Tusquets Editores en 2008. La novela rastrea etapas clave en la biografía de Richard Francis Burton.
El libro fue galardonado con el Premio de la Feria del Libro de Leipzig en 2006 (categoría: ficción) y fue finalista en el Premio Alemán del Libro. Su novela remite a otras obras del autor como El mundo es grande y la salvación acecha por todas partes (1996), al abordar indirectamente la cuestión de la identidad transcultural como parte de la discusión vigente en Alemania sobre la Leitkultur.

## Estructura y trama
El libro consiste en un comentario del autor, un epígrafe y cinco capítulos, de los cuales el primero y el quinto dan cuenta de lo sucedido luego de la muerte de Richard Francis Burton y constituyen un epílogo.
En el comentario se describe de forma sucinta en qué marco se mueve el libro: por más que está inspirado en la biografía de  Burton y a veces se atiene a detalles de la misma, en otros casos abandona el cauce biográfico. Si bien se entraman citas de Burton, la novela no debe ser entendida como una biografía, sino como un producto de la fantasía del autor. Trojanow afirma que cada persona es un misterio y que esto es aún más cierto sobre una persona que no se ha conocido. La novela es un acercamiento personal a un secreto sin intentar develarlo.
El epígrafe es una cita de Burton: "Do what thy manhood bids thee to, / From none but self expect applause: / He noblest lives and noblest dies / Who makes and keeps his self-made laws." (Richard Francis Buron, Kasidah VIII, 9). "Haz lo que tu hombría te ordene, / no esperes de nadie aplausos, fuera de ti mismo: / vive y muere de la forma más noble / aquél que crea y guarda sus propias leyes." El The Kasîdah of Hâjî Abdû El-Yezdî (1880) es un largo poema en inglés, que Burton pretendió haber traducido del persa, pero del cual fue su autor. Se trata de un resumen del pensamiento de los sufis para cuya expresión Burton empleó el lenguaje poético característico de esa corriente mística.
El primer y quinto capítulos, denominados "última transformación" y "revelación" se centran en las horas posteriores a la muerte de Burton en Trieste. Su esposa Isabel ordena la quema de sus cuadernos, escritos durante cuarenta años, que llevaba el siempre consigo como su mayor tesoro. Se supone que ella habría temido que se pudieran extraer inferencias biográficas del interés de Burton en prácticas sexuales y costumbres extrañas, como lo demuestran sus traducciones del Kama-sutra y Las mil y una noches. "Es una pieza de magia lingüística cuando el jardinero de Burton se para frente al fuego en el que arden sus cuadernos: un faro que deja brillar toda la magia de este libro. Él ve 'letras garabateadas revoloteando como chispas antes de caer como polvo de carbón'. Él cree reconocer al joven Burton: '“Las páginas se están quemando, los papeles, los hilos, los marcadores y el cabello, cabello negro y sedoso, cabello largo y negro, colgando del extremo frontal de un estante, soplando en el viento quejumbroso. A solo un muro de llamas de distancia yace un cadáver, su piel se está desprendiendo, su cráneo estallando, comienza a encogerse hasta que lo que queda de ella pesa menos que su hermoso cabello largo y negro. El joven oficial no sabe su nombre, no sabe quién es ella. Ya no puede soportar el olor'. Y de repente se está en Bombay, a mediados del siglo XIX". El Neue Züricher Zeitung dijo al respecto: "Ilija Trojanow coloca un auto de fe, una quema simbólica de herejes, al comienzo de su novela. Había que inventar y glorificar una biografía, y había que eliminar todos los impedimentos y oscurecimientos de la imagen creada. Con la escena inicial, Trojanow autentifica su ímpetu poético: lo que se supone robado por las llamas es salvado del olvido en su novela, y al mismo tiempo formula una objeción vehemente a tales y similares apropiaciones de una biografía por parte de la posteridad."
Los capítulos restantes narran los tres grandes viajes que realizó Burton: a la India, Arabia y África ecuatorial. En cada uno de ellos la narración del autor se presenta contrastada y complementada por las descripciones de los lugareños, de forma tal que la obra en su conjunto adquiere una perspectiva intercultural. En India, se trata de Naukaram, el mayordomo de Burton, y un escriba; en Arabia, el gobernador turco, un juez y un jerife examinan retrospectivamente al enigmático peregrino, y en África Oriental, las observaciones del guía Sidi Mubarak Bombay complementan la perspectiva del autor. Dice Trojanow al respecto: "la novela juega mucho con la relación entre lo escrito y la oralidad, por eso tiene esa estructura tripartita: el capítulo sobre África es oral, en el capítulo hindú hay una tensión entre lo oral y lo escrito, y en el capítulo de Arabia son testimonios de un interrogatorio, por lo cual prevalece la forma escrita. En la medida en que comienzo la novela con la quema de todos estos diarios se abre el espacio que va a permitir versiones escritas u orales alternativas."
Durante su estadía en la India a partir de 1842 Burton se desempeña inicialmente como funcionario de la Compañía Británica de las Indias Orientales en Bombay, para ser luego transferido como oficial y agente secreto a Baroda, donde, en una mezcla de aburrimiento, interés y talento, aprende varios idiomas indios, entre otros hindi, gujarati, farsi, y el brahmán Upanitsche le instruye en la cultura y la religión hindú, lo cual le permite entrar en contacto con los Upanishads y el Kama-sutra, así como aprender sánscrito. Después de su transferencia a Sindh (India británica, hoy Pakistán) comienza a construirse varias identidades falsas, para ponerse en contacto más estrecho con la población y recabar informaciones para el ejército británico. Lo hace vistiéndose como un lugareño, hablando y actuando como ellos, incluso circuncidándose para ser reconocido como musulmán. Inicialmente muy exitoso, rompe con sus superiores cuando, por lealtad y fidelidad a una promesa, se niega a revelar la identidad de un informante. Burton rechaza la ideología del colonialismo, el resentimiento que se caracteriza por acercarse mínimamente a los gobernados: "Dos velos separaban a los gobernantes de los naturales del país. El velo de la propia ignorancia y el velo de la desconfianza tras el que se escondían los nativos (...) Había aumentado el sentido de la moralidad, entendiendo por ello sobre todo la defensa de lo propio contra lo foráneo. Ese código moral, por muy valioso que pudiera ser en la patria, ofuscaba a los oficiales y funcionarios que estaban a sus órdenes. Ellos eran los ciegos tentáculos de un monstruo que desde una pequeña calle de Londres gobernaba el mundo". No muestra ni la típica conciencia misionera ni la estrechez de miras de sus contemporáneos europeos, aunque está apegado a su misión civilizatoria. Durante su estadía en Sindh vive con Kundalini, una ex devadasi, pero cuando su amada muere sin revelar sus verdaderos sentimientos, Burton desarrolla una extraña psicosis: organiza una horda de monos que son tratados como humanos y se sientan a la mesa con él mientras el anfitrión finge querer aprender a hablar su idioma. Burton dejó el servicio en 1849 y regresó gravemente enfermo a Europa.
En el capítulo siguiente Burton llega a Alejandría a fines de mayo de 1848. Se traslada primero a El Cairo, donde como Sheikh Abdullah, exitoso médico y derviche al mismo tiempo, estudia el Islam no menos que su propia conciencia religiosa. Se describe su peregrinación a La Meca, en la cual corre permanentemente peligro de ser descubierto, lo cual habría tenido consecuencias funestas.
El cuarto capítulo narra finalmente sus viajes a África Oriental. Desde Zanzíbar va en busca de las fuentes del Nilo con el aventurero y explorador inglés John Hanning Speke. En el camino desde la costa este de África hasta el lago Victoria, descubren el lago Tanganica, pero la camaradería entre ellos se convierte en un odio irreconciliable de Speke hacia Burton. Habiendo retornado a Londres antes que Burton, Speke narra su versión de lo ocurrido, quitándole importancia al papel cumplido por su compañero de viaje, lo cual lleva a una épica discusión con Burton sobre las fuentes del Nilo.
Los pasajes con reflexiones o documentos de Burton alternan con los relatos de otras personas desde su respectivo punto de vista. En India esto ocurre en una ruptura de la perspectiva jerárquica (sirviente, escribidor), en Arabia en abanico y ordenada (los testigos y funcionarios de La Meca en el curso del interrogatorio), en África se reduce a la narración aparentemente ingenua del guía africano. El conocimiento que los otros tienen sobre Burton disminuye de la India a África, pero al mismo tiempo aumenta la franqueza de los narradores. Tal contradicción puede considerarse como un principio estructural que a veces culmina en paradojas: el escritor indio avanza hacia la verdad a través de su imaginación, y el líder africano capta aún mejor la naturaleza del inglés, aunque nunca se convierte en su confidente y no pretende entenderlo en absoluto. "Debido a que las representaciones del narrador y las de las voces entrecruzadas siempre difieren ligeramente unas de otras, y la imagen que nos formamos de Burton también se abre en abanico en contradicciones, nos hacemos una idea del abismo insalvable que atraviesa esta existencia, que se vuelve tanto más apremiante cuanto más cree Burton que va a superarlo." En conjunto, esto crea una tensión sutil, pero no se trata de una novela psicológica, ya el lector es remitido a sus propias habilidades analíticas; por no hablar de una novela de aventuras, ya que la acción externa pasa a un segundo plano cuando se suprimen incluso los eventos auténticos particularmente emocionantes. Pero tampoco una novela histórica, ya que  los hechos tienen que ceder a la voluntad artística. Sobre todo, el autor nunca abusa de su personaje como portavoz, y en general narra de forma autoral, no personal.

## Antecedentes
Trojanow describió su primer encuentro con la biografía de Richard Francis Burton en su décimo cumpleaños: "Estoy sentado al lado de un pozo de agua en el Parque Nacional Tsavo en Kenia y hojeo un volumen ilustrado sobre los famosos exploradores de África, que me regalaron mis padres. Todos ellos aparecen en el glorioso libro, los héroes europeos que se propusieron borrar lo desconocido de la faz de la tierra, desde Vasco da Gama hasta Henry Morton Stanley. Ninguna de las ilustraciones me fascina más que el grabado en color de un hombre vestido de árabe con facciones salvajes y ojos severos. Qué extraño: según el pie de foto, este hombre (..) no era un traficante de esclavos ni un sultán, sino un británico. Es el primer europeo en aventurarse en el interior de África oriental en busca de las fuentes del Nilo, y es el único de todos los exploradores de mi libro que parece un lugareño. La aventura del disfraz me excita y me inquieta más que la osadía del viaje. Recuerdo el nombre de este extraño hombre: Richard Francis Burton. Unos buenos veinte años después me mudo a Bombay, India, porque he decidido escribir una novela sobre Burton, o más bien sobre la (im)posibilidad de vivir en un país extranjero". Para su investigación, el autor decidió vivir en Bombay y Baroda para familiarizarse con las costumbres locales como lo hizo Burton. También cruzó Tanzania a pie durante tres meses con el mínimo equipaje posible, para poder “revivir la lentitud de los viajes de entonces”. Pasó un año en Bombay preparándose para el Hajj, enseñando inglés a jóvenes juristas islámicos, quienes a su vez le enseñaron el Corán. Junto con un grupo de peregrinos indios, emprendió el viaje en enero de 2003.
Antes de la publicación del libro, Trojanow se expresó sobre el tema del estado nación (Nationalstaat) y la integración de los extranjeros: “El viaje nómada a través de una definición siempre cambiante de la propia identidad está en flagrante contradicción con la demanda de asimilación mediante la cual el estado nación busca proteger su cuerpo, supuestamente unificado, de influencias extrañas. En vano, pues mientras prospera la literatura de las raíces autodeterminadas, el estado nación agoniza, al menos como paradigma ideológico. La pluralidad está retornando a todas las esferas de la sociedad, e Internet como forma de organización tiene más perspectivas de futuro que el estado nación. (...) Con el estado nación, también se está disolviendo el pensamiento en modelos binarios opuestos".

## Crítica
La prensa alemana elogió la novela: "Se podría leer el libro como una novela de aventuras, pero es mucho más que eso. Uno conoce la India en muchas imágenes e impresiones, los olores ascienden, las dificultades del viaje se hacen palpables, Trojanow permite que el lector participe sensualmente, y gane una impresión de las diferentes culturas y religiones, salpicada de críticas y escepticismo hacia los europeos, quienes en su mayoría -a diferencia de Burton- no miran demasiado de cerca y por lo tanto no entienden. La novela se amplía cambiando la perspectiva narrativa. En cada parte, en la alternancia de capítulos, su sirviente, un compañero de viaje u otros testigos tienen la palabra, complementando la perspectiva de Burton o introduciendo aspectos completamente nuevos. La tremenda energía y el impulso de Burton son sorprendentes, y su comportamiento a veces excéntrico y desviado anima a la lectura, y eso explica buena parte del atractivo del libro, además de sumergirnos en mundos extraños y las visiones diferenciadas tanto de la trama como de las culturas."
Katharina Granzin, la crítica de Die Tageszeitung, elogió también el libro, pero consideró que la peregrinación a La Meca está descripta de forma demasiado detallada y que el autor pierde -en parte- de vista al protagonista. Consideró también malogrado el episodio africano: "Un anticlímax decepcionante: después de esa furiosa primera parte, que cuestionaba tan enfáticamente a su protagonista, al final parece como si Trojanow hubiera olvidado que aún podría tener cuentas que saldar con Burton. Lo que comenzó como una novela de ideas termina en un reportaje sobre la selva."
Cecilia Dreymüller también criticó el giro que toma la trama luego del episodio en India: "Lamentablemente, lo que constituye el mayor atractivo de esta novela se convierte, especialmente en la segunda parte, en cierta flaqueza: el saber inmenso del autor tiende a ahogar la historia de Burton en el detalle, y los perfiles humanos permanecen, en general, extrañamente chatos. Ni siquiera cobran algo de vida en las escenas de sexo, protagonizadas, al fin y al cabo, por el traductor del Kamasutra y de Las mil y una noches. Pero ni estas tachas, ni las a menudo dislocadas metáforas embargan el placer de la lectura."

## Recepción e interpretación
Muchas reseñas enfatizan particularmente un aspecto: la cercanía biográfica del autor con su personaje ficticio Richard F. Burton. El hecho de que Trojanow haya nacido en Bulgaria, su familia haya huido por Yugoslavia e Italia a Alemania y se haya criado en Kenia, pero escriba en alemán y viva en Viena, casi evoca una comparación con el soldado británico del siglo XIX, al menos en lo que respecta a la interculturalidad de sus situaciones de vida.
El personaje de Burton sirve en última instancia para ilustrar que el contacto cultural provoca una transformación interior y exterior del protagonista: "La situación entre colonizadores y colonizados se caracteriza por una desigualdad de poder así como por generalizaciones y atribuciones que impiden una diferenciación y entendimiento de la cultura de ambos lados. Así, al acercarse a la India, a sus gentes y culturas, Burton sigue dos caminos, por un lado el del disfraz, la máscara y el mimetismo, y por otro el del aprendizaje y la renovación espiritual. En la persona de Sidi Mubarak Bombay, desde cuya perspectiva se cuenta la tercera parte del libro, se reconocen paralelismos culturales con el cambio de identidades por parte de Burton, pero a diferencia de él, Sidi ha interiorizado su cambio de identidad y su transformación no es simplemente una estrategia de supervivencia o una máscara. En la persona de Speke, que tiene conocimientos lingüísticos limitados y solo puede comunicarse con los africanos en inglés, se plantea también una antípoda de Burton, quien, gracias a su conocimiento del hindi, el árabe y más tarde también del kiswahili, puede comunicarse mucho mejor con la población autóctona. Dice sobre ello el Frankfurter Allgemeine Zeitung: "La palabra multiculturalidad...es una ... que Trojanow puede pronunciar sin ruido de fondo porque describe su biografía. Lo que quiere decir con eso no es una fusión de culturas, ni monopluralismo, pero tampoco un respiro en el choque de culturas. Es un alegato a favor de la experiencia, de la percepción y de la autorreflexión. Y no podría encontrarse un mejor abogado para esto que Burton, ese vagabundo anacrónico entre culturas y religiones, que no solo se deslizaba en trajes y máscaras siempre nuevos, sino que se tomaba todo en serio, que quería entender el Islam y los Upanishads asimilándolos."
Sobre los roles asumidos por Burton comentó el Neue Züricher Zeitung: "Las incesantes adaptaciones de Burton a algo completamente diferente no lo acercan a lo extraño, sino que solo permiten que la diferencia insuperable emerja de manera aún más dolorosamente hasta el punto de amenazarlo con perderse a sí mismo. Ningún viaje satisfará el deseo de otro, pero cada uno lo incitará en la medida en que promete y frustra al mismo tiempo su realización. Dijo Burton con respecto a los viajes: "creo que la partida en un viaje lejano a tierras desconocidas es uno de los momentos más felices de la vida humana, . Sacudiendo con un gran esfuerzo las cadenas de la costumbre, el peso de plomo de la rutina, el manto de muchas preocupaciones y la esclavitud del hogar, uno se siente una vez más feliz. La sangre fluye con la circulación acelerada de la niñez....amanece fresca la mañana de la vida..."
Dice Burton en el Kasidah of Haji Abdu El-Yezdi: “Toda fe es falsa, toda fe es verdadera: / La verdad es el espejo destrozado y disperso / En miríadas de pedacitos; / de los cuales cada uno cree poseer todos.” Se puede suponer que el pasaje refleja la posición de Trojanow al respecto. Los viajes de Burton hacia lo desconocido también confrontan a los locales con él mismo, como un "acertijo", como se dice varias veces en la novela. Las interpretaciones mutuas corresponden a las experiencias mutuas de extrañeza. Dado que Trojanow narra polifónicamente, sus lectores no pueden evitar la colorida mezcla presentada: informes, descripciones, conjeturas, omisiones, e interpretar y comentar exageraciones

## Adaptación
En 2016 el grupo de teatro Schauspiel Dresden escenificó el libro.